# Maja Vidmar
Maja Vidmar (* 30. Dezember 1985 in Kranj) ist eine slowenische Sportkletterin.

## Karriere
Vidmar begann im Alter von 12 Jahren, 1997, in einer Kletterhalle zu klettern. Im folgenden Jahr nahm sie an nationalen Wettkämpfen teil. Im Jahr 2000, im Alter von 15 Jahren, gewann sie den Jugendeuropacup im Leadklettern.
Ihre wichtigsten Wettkampferfolge erzielte sie zwischen 2005 und 2011. Im Jahr 2007 gewann sie den Gesamtweltcup. Im Laufe ihrer Karriere gewann sie zwölf Weltcups, zudem sieben Silber- und 16 Bronzemedaillen. 2007 und 2009 wurde sie jeweils Dritte an der Weltmeisterschaft. Im Jahr 2008 erhielt sie außerdem den La Sportiva Competition Award.
Im Alter von 29 Jahren trat sie von internationalen Wettkämpfen zurück, nachdem sie 2014 an der Weltmeisterschaft und am Weltcup teilgenommen hatte.
Neben den Wettkämpfen war sie zudem im Felsklettern aktiv. 2009 gelang ihr mit Attila Lunga eine Route im Schwierigkeitsgrad 8c+/5.14c. Im April 2010 kletterte sie die Route Humilades pa casa (8b+/5.14a) onsight. Damit ist sie die zweite Frau überhaupt, die eine 8b+-Route onsight geklettert hat.

## Erfolge
8c+/5.14c:
- Attila Lunga – Baratro, Italien – 18. Juni 2009[5][3]

8c/5.14b:
- Strelovod – Mišja Peč, Slowenien – 27. März 2009[3]
- Sikario Sanguinario – Baratro, Italien – 12. September, 2007
- La peste nera – Baratro, Italien – 12. September, 2007
- Osapski pajek – Osp, Slowenien – 8. Mai 2006[6]

8b+/5.14a:
- Humildes pa casa – Oliana, Spanien – April 2010 – onsight[4]

8b/5.13d:
- Spartan wall – Kalymnos, Griechenland – 26. Mai 2009 – onsight[3]